# Futbol'nyj Klub Spartak Moskva 2013-2014
Questa voce raccoglie le informazioni riguardanti lo Spartak Mosca nelle competizioni ufficiali della stagione 2013-2014.

## Stagione
La squadra concluse il campionato al sesto posto, mancando la qualificazione alle coppe europee.
In Coppa di Russia la squadra riuscì a superare solo il primo turno, battendo in trasferta il Šinnik, squadra di seconda serie, per poi essere estromessa dal Tosno, altro club di seconda serie che andò a vincere a Mosca ai spullementari.
In Europa League lo Spartak fu immediatamente estromessa dagli svizzeri del San Gallo.
Gli scarsi risultati costarono la panchina a Valerij Karpin che lasciò la guida dopo una stagione e mezza.

## Rosa
| N. |                      | Ruolo | Calciatore                   |
| -- | -------------------- | ----- | ---------------------------- |
| 3  | Russia (bandiera)    | D     | Sergej Bryzgalov             |
| 4  | Russia (bandiera)    | D     | Sergej Paršivljuk (capitano) |
| 5  | Argentina (bandiera) | C     | Tino Costa                   |
| 6  | Brasile (bandiera)   | C     | Rafael Carioca               |
| 7  | Russia (bandiera)    | C     | Kirill Kombarov              |
| 9  | Paraguay (bandiera)  | A     | Lucas Barrios                |
| 10 | Armenia (bandiera)   | A     | Yura Movsisyan               |
| 11 | Armenia (bandiera)   | C     | Aras Özbiliz                 |
| 12 | Russia (bandiera)    | P     | Anton Mitrjuškin             |
| 14 | Russia (bandiera)    | A     | Pavel Jakovlev               |
| 15 | Brasile (bandiera)   | C     | Rômulo                       |
| 18 | Russia (bandiera)    | D     | Ilya Kutepov                 |
| 19 | Spagna (bandiera)    | C     | José Manuel Jurado           |
| 20 | Germania (bandiera)  | C     | Patrick Ebert                |
| 22 | Russia (bandiera)    | A     | Aleksandr Kozlov             |

| N. |                        | Ruolo | Calciatore            |
| -- | ---------------------- | ----- | --------------------- |
| 23 | Russia (bandiera)      | C     | Dmitrij Kombarov      |
| 25 | Russia (bandiera)      | C     | Dinijar Biljaletdinov |
| 28 | Ghana (bandiera)       | A     | Majeed Waris          |
| 30 | Russia (bandiera)      | P     | Sergej Pes'jakov      |
| 31 | Ucraina (bandiera)     | P     | Andrij Dykan'         |
| 32 | Russia (bandiera)      | P     | Artem Rebrov          |
| 33 | Italia (bandiera)      | D     | Salvatore Bocchetti   |
| 34 | Russia (bandiera)      | D     | Evgenij Makeev        |
| 35 | Germania (bandiera)    | D     | Serdar Taşçı          |
| 41 | Russia (bandiera)      | C     | Vladimir Obukhov      |
| 55 | Brasile (bandiera)     | D     | João Carlos           |
| 77 | Russia (bandiera)      | D     | Soslan Gatagov        |
| 88 | Russia (bandiera)      | C     | Denis Glušakov        |
|    | Paesi Bassi (bandiera) | C     | Demy de Zeeuw         |

## Risultati

### Campionato
| Samara 16 luglio 2013 1ª giornata | Kryl'ja Sovetov Samara | 1 – 2 referto | Spartak Mosca | Stadio Metallurg (Samara) |

| Ekaterinburg 21 luglio 2013 2ª giornata | Ural | 0 – 2 referto | Spartak Mosca | Stadio Centrale di Kazan' |

| Chimki 27 luglio 2013 3ª giornata | Dinamo Mosca | 1 – 4 referto | Spartak Mosca | Arena Chimki |

| Krasnodar 4 agosto 2013 4ª giornata | Kuban' | 2 – 2 referto | Spartak Mosca | Stadio Kuban' |

| Mosca 18 agosto 2013 5ª giornata | Spartak Mosca | 0 – 0 referto | Rubin | Stadio Lokomotiv |

| Perm' 26 agosto 2013 6ª giornata | Amkar Perm' | 2 – 1 referto | Spartak Mosca | Stadio Zvezda |

| Mosca 1º settembre 2013 7ª giornata | Spartak Mosca | 2 – 1 referto | Tom' Tomsk | Stadio Lokomotiv |

| Nižnij Novgorod 14 settembre 2013 8ª giornata | Volga Nižnij Novgorod | 0 – 1 referto | Spartak Mosca | Stadio Lokomotiv |

| Mosca 22 settembre 2013 9ª giornata | Spartak Mosca | 3 – 0 referto | CSKA Mosca | Stadio Lokomotiv |

| Mosca 25 settembre 2013 10ª giornata | Spartak Mosca | 3 – 2 referto | Krasnodar | RZD Arena |

| San Pietroburgo 28 settembre 2013 11ª giornata | Zenit San Pietroburgo | 4 – 2 referto | Spartak Mosca | Stadio Petrovskij |

| Ekaterinburg 6 ottobre 2013 12ª giornata | Spartak Mosca | 0 – 0 referto | Terek Groznyj | Stadio Centrale di Kazan' |

| Kaspijsk 20 ottobre 2013 13ª giornata | Anži | 0 – 1 referto | Spartak Mosca | Anži-Arena |

| Mosca 26 ottobre 2013 14ª giornata | Spartak Mosca | 2 – 0 referto | Rostov | Stadio Lokomotiv |

| Mosca 3 novembre 2013 15ª giornata | Spartak Mosca | 1 – 3 referto | Lokomotiv Mosca | Stadio Lokomotiv |

| Mosca 10 novembre 2013 16ª giornata | Spartak Mosca | 4 – 2 referto | Zenit San Pietroburgo | Stadio Lokomotiv |

| Chimki 23 novembre 2013 17ª giornata | CSKA Mosca | 1 – 0 referto | Spartak Mosca | Arena Chimki |

| Mosca 1º dicembre 2013 18ª giornata | Spartak Mosca | 6 – 1 referto | Volga Nižnij Novgorod | Stadio Lokomotiv |

| Rostov sul Don 8 dicembre 2013 19ª giornata | Rostov | 0 – 1 referto | Spartak Mosca | Stadio Olimp-2 |

| Groznyj 8 marzo 2014 20ª giornata | Terek Groznyj | 1 – 0 referto | Spartak Mosca | Achmat-Arena |

| Mosca 17 marzo 2014 21ª giornata | Spartak Mosca | 2 – 2 referto | Anži | Stadio Lokomotiv |

| Krasnodar 22 marzo 2014 22ª giornata | Krasnodar | 4 – 0 referto | Spartak Mosca | Stadio Kuban' |

| Mosca 28 marzo 2014 23ª giornata | Lokomotiv Mosca | 0 – 0 referto | Spartak Mosca | Stadio Lokomotiv |

| Mosca 4 aprile 2014 24ª giornata | Spartak Mosca | 0 – 1 referto | Ural | Stadio Lokomotiv |

| Mosca 11 aprile 2014 25ª giornata | Spartak Mosca | 1 – 0 referto | Kryl'ja Sovetov Samara | Stadio Lokomotiv |

| Kazan' 20 aprile 2014 26ª giornata | Rubin | 2 – 1 referto | Spartak Mosca | Stadio Centrale di Kazan' |

| Mosca 28 aprile 2014 27ª giornata | Spartak Mosca | 0 – 2 referto | Kuban' | Stadio Lokomotiv |

| Tomsk 3 maggio 2014 28ª giornata | Tom' Tomsk | 2 – 1 referto | Spartak Mosca | Trud Stadium |

| Mosca 10 maggio 2014 29ª giornata | Spartak Mosca | 1 – 0 referto | Amkar Perm' | Stadio Lokomotiv |

| Mosca 15 maggio 2014 30ª giornata | Spartak Mosca | 3 – 2 referto | Dinamo Mosca | Stadio Lokomotiv |

### Coppa di Russia
| Jaroslavl' 30 ottobre 2013 Sedicesimi di finale | Šinnik | 0 – 1 referto | Spartak Mosca | Stadio Šinnik |

| Mosca 12 marzo 2014 Ottavi di finale | Spartak Mosca | 0 – 1 referto | Tosno | RZD Arena |

### Europa League
| Arbitro: | Ovidiu Hațegan |

|            |           |               |
| Mathys 47’ | Marcatori | 38’ Movsisyan |

| Arbitro: | Danny Makkelie |

|                          |           |                                                         |
| Özbiliz 1’ Movsisyan 83’ | Marcatori | 17’, 32’ Karanović 36’ Roberto Rodríguez 89’ Janjatović |